# IC 3187
IC 3187 — галактика типу Sc     R () у сузір'ї Діва.
Цей об'єкт міститься в оригінальній редакції індексного каталогу.